# Барон де Моли
Барон де Мо́ли (англ. Baron de Mauley) из Кэнфорда в графстве Дорсет — наследственный титул в системе пэрства Соединённого королевства. Он был создан 10 июля 1838 года для политика-вига достопочтенного Уильяма Понсонси (1787—1855). Ранее он представлял в Палате общин Великобритании Пул (1826—1831), Нерсборо (1832) и Дорсет (1832—1837). Он был третьим сыном Фредерика Понсонби, 3-го графа Бессборо (1758—1844) и мужем леди Барбары Эшли-Купер, одной из сонаследниц древнего баронского титула де Моли. Его сын, Чарльз Фрэнсис Эшли Купер Понсонби, 2-й барон де Моли (1815—1896), заседал в Палате общин от Пула (1837—1847) и Дангарвана (1851—1852). 
По состоянию на 2024 год носителем титула являлся праправнук последнего, Руперт Чарльз Понсонби, 7-й барон де Моли (род. 1957), который наследовал своему дяде в 2002 году. Лорд де Моли — один из девяноста избранных наследственных пэров, которые остались в Палате лордов после принятия Акта палаты лордов 1999 года. В 2005 году он выиграл дополнительные выборы в наследственные пэры от Консервативной партии в палате лордов Великобритании.
Достопочтенный Эшли Понсонби (1831—1898), младший брат 1-го барона де Моли, был либеральным политиком и дважды представлял Сайренсестер в Палате общин (1852—1857, 1859—1865). Другим известным членом семьи являлся консервативный политик сэр Чарльз Понсонби, 1-й баронет (1879—1976), сын достопочтенного Эдвина Чарльза Уильяма Понсонби (1851—1939), пятого сына 2-го барона де Моли. Он был депутатом палаты общин от Севенокса (1935—1950).

## Бароны де Моли (1838)
- 1838—1855: Уильям Фрэнсис Спенсер Понсонби, 1-й барон де Моли[англ.] (31 июля 1787 — 16 мая 1855), третий (младший) сын Фредерика Понсонби, 3-го графа Бессборо (1758—1844);
- 1855—1896: Чарльз Фредерик Эшли Купер Понсонби, 2-й барон де Моли[англ.] (12 сентября 1815 — 24 августа 1896), старший сын предыдущего;
- 1896—1918: Уильям Эшли Уэбб Понсонби, 3-й барон де Моли (2 марта 1843 — 13 апреля 1918), старший сын предыдущего;
- 1918—1945: Морис Джон Джордж Понсонби, 4-й барон де Моли (7 августа 1846 — 15 марта 1945), младший брат предыдущего;
- 1945—1962: Хуберт Уильям Понсонби, 5-й барон де Моли (21 июля 1878 — 13 сентября 1962), второй сын предыдущего;
- 1962—2002: Капитан Джеральд Джон Понсонби, 6-й барон де Моли (19 декабря 1921 — 17 октября 2002), старший сын предыдущего;
- 2002 — настоящее время: Руперт Чарльз Понсонби, 7-й барон де Моли (род. 30 июня 1957), старший сын полковника достопочтенного Томаса Мориса Понсонби (1930—2001), внук 5-го барона;
  - Наследник титула: достопочтенный Эшли Джордж Понсонби (род. 17 ноября 1959), младший брат предыдущего.